# 파스타기

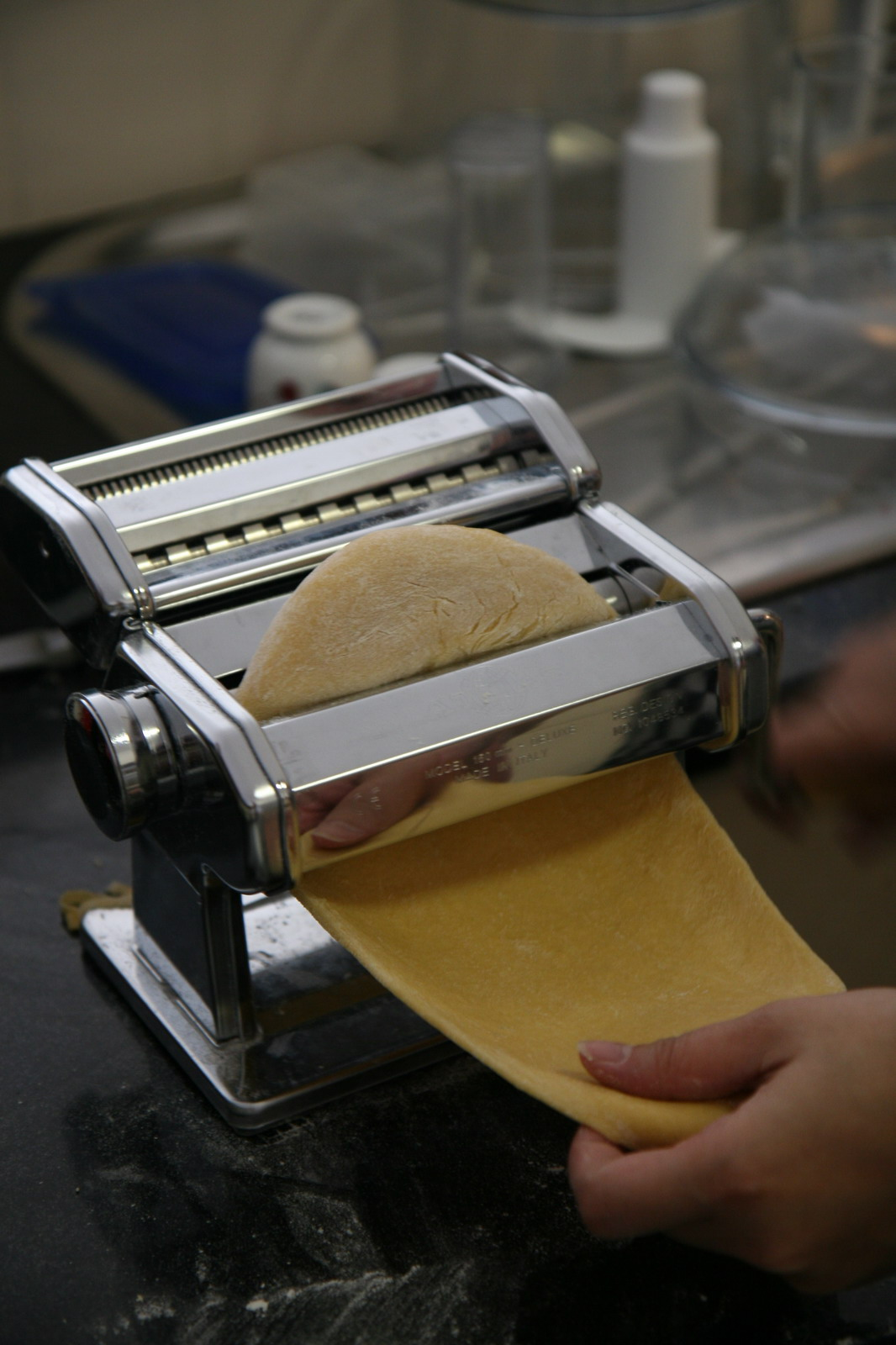
파스타기

파스타기(pasta+機)는 파스타을 만들 때 쓰는 도구이다. 파스타 반죽을 반대기나 국수 형태로 뽑을 수 있다.

## 사진

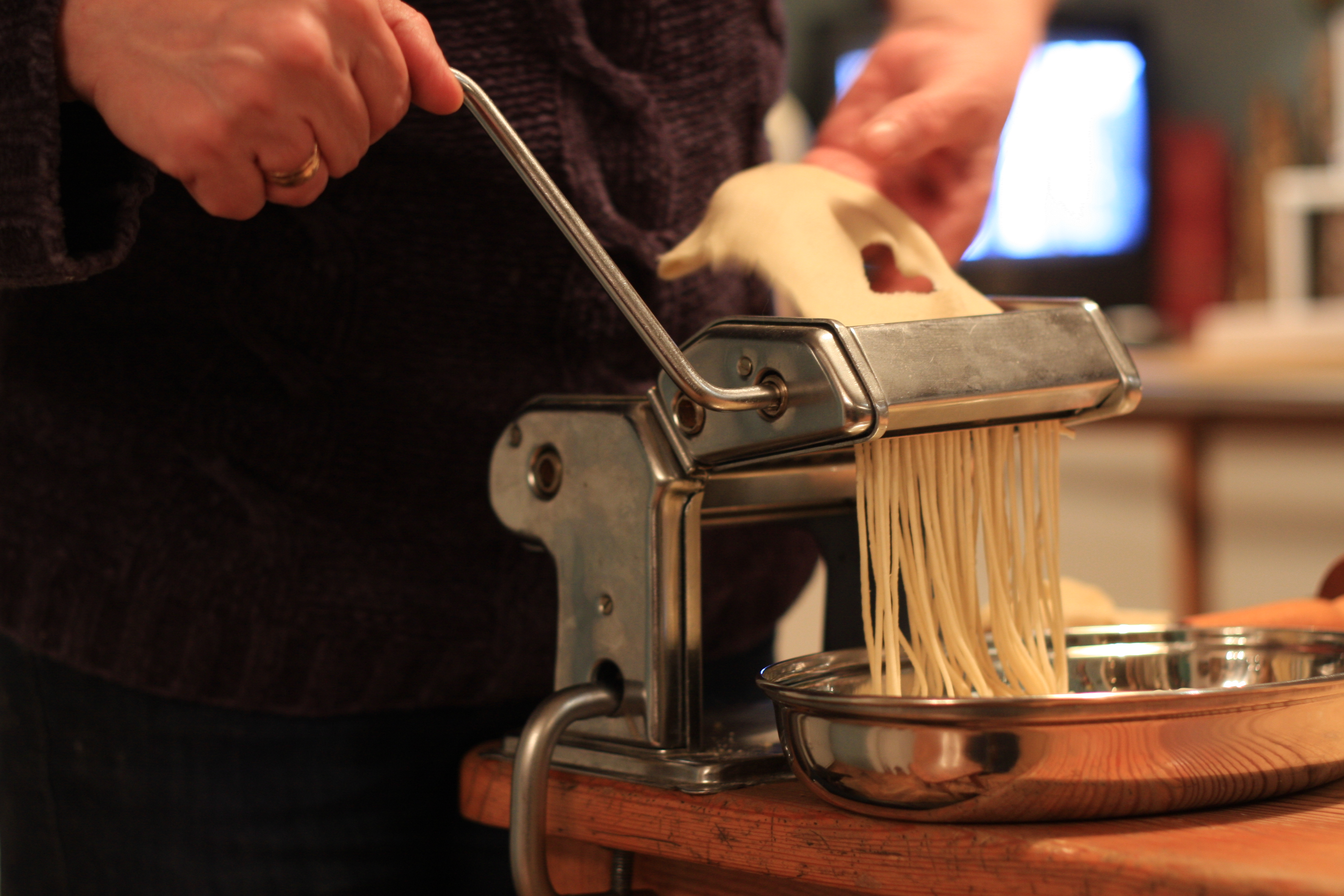
파스타기로 파스타를 뽑는 모습

## 같이 보기
- 밀대